# Walter-Sisulu-Universität

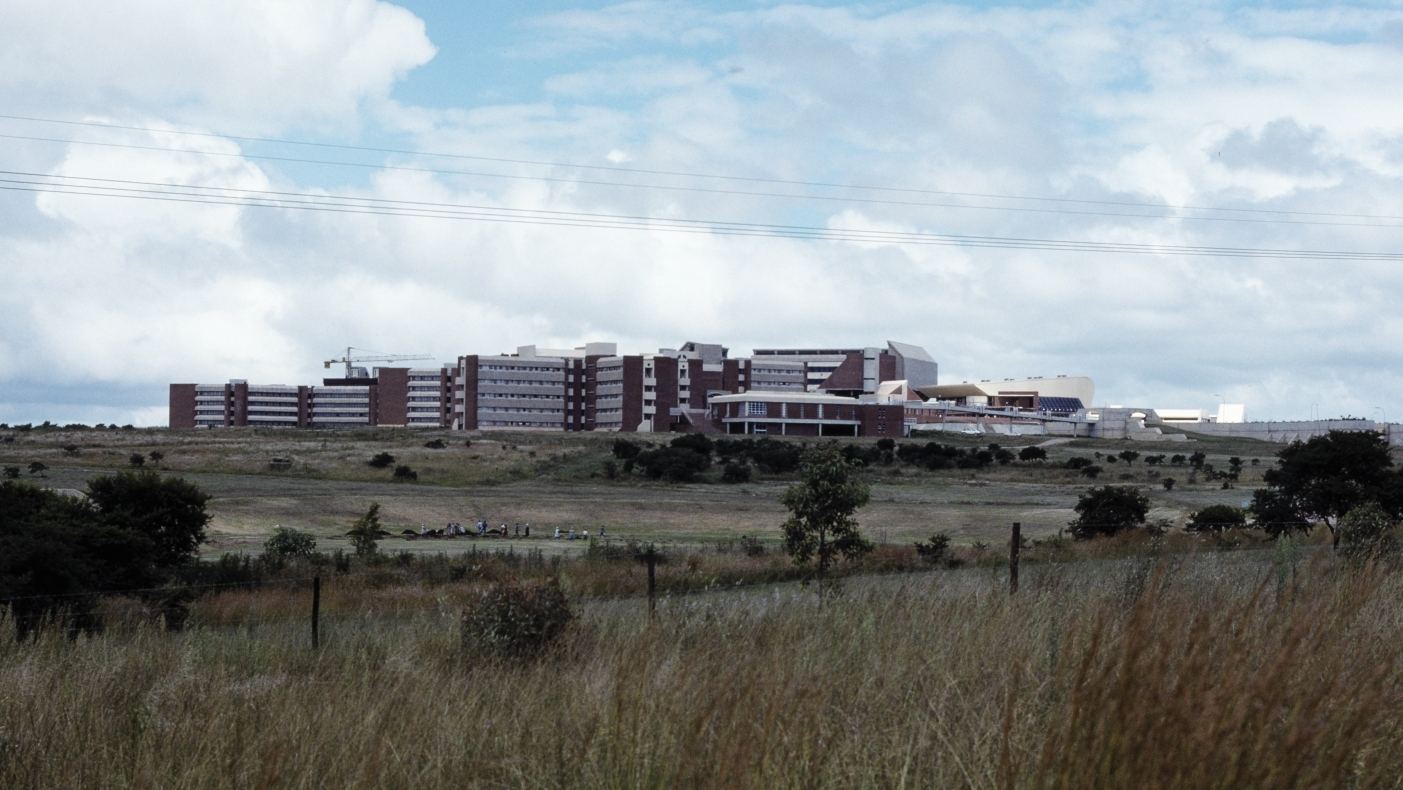
Campus Mthatha der Walter-Sisulu-Universität

Die Walter-Sisulu-Universität, englisch Walter Sisulu University, kurz WSU, benannt nach dem Anti-Apartheid-Kämpfer Walter Sisulu, ist eine Universität-Gesamthochschule mit Sitz in Mthatha in der südafrikanischen Provinz Ostkap. Ihre Vorgängerinstitutionen waren die University of Transkei (Unitra), das Border Technikon und das Eastern Cape Technikon.

## Organisation
Die WSU wird von einem Vizekanzler geleitet. Der Kanzler hat repräsentative und symbolische Aufgaben. Die Leitung ist dem Universitätsrat verantwortlich. Die Universität hat über 30.000 Studenten und rund 1800 Mitarbeiter.
Die Universität besteht aus vier Fakultäten: Sie gliedert sich in vier Campusbereiche, die sich in Mthatha, East London, Queenstown und Butterworth befinden.
- Fakultät für Verwaltungswissenschaft und Rechtswissenschaft
- Fakultät für Ingenieurwissenschaften, Naturwissenschaften und Technik
- Fakultät für Gesundheitswissenschaften
- Fakultät für Erziehungswissenschaft

Die Fakultäten sind unterteilt in Schools.
Für die Universität schuf man 2009 eine Stiftung, die ihren Sitz in Johannesburg hat.